# Kompanj
 Kompanj  (olaszul: Compagni)  falu Horvátországban, Isztria megyében. Közigazgatásilag Buzethez tartozik.

## Fekvése
Az Isztriai-félsziget északi részének közepén, Pazintól 22 km-re északkeletre, községközpontjától 9 km-re keletre, a 44-es számú főúttól északra fekszik.

## Története
A falunak 1880-ban 64, 1910-ben 192 lakosa volt. 2011-ben 36 lakosa volt.

## Lakosság
| Lakosság változása | Lakosság változása | Lakosság változása | Lakosság változása | Lakosság változása | Lakosság változása | Lakosság változása | Lakosság változása | Lakosság változása | Lakosság változása | Lakosság változása | Lakosság változása | Lakosság változása | Lakosság változása | Lakosság változása | Lakosság változása |
| ------------------ | ------------------ | ------------------ | ------------------ | ------------------ | ------------------ | ------------------ | ------------------ | ------------------ | ------------------ | ------------------ | ------------------ | ------------------ | ------------------ | ------------------ | ------------------ |
| 1857               | 1869               | 1880               | 1890               | 1900               | 1910               | 1921               | 1931               | 1948               | 1953               | 1961               | 1971               | 1981               | 1991               | 2001               | 2011               |
| 0                  | 0                  | 64                 | 110                | 168                | 192                | 0                  | 0                  | 173                | 153                | 130                | 90                 | 60                 | 43                 | 36                 | 36                 |